# Marko Tolja
Marko Tolja (Rijeka, 3. srpnja 1984.) hrvatski je pop, swing i jazz pjevač.

## Životopis

### Mladost i obrazovanje
Marko Tolja rođen je u Rijeci. Prva glazbena iskustva stekao je uz strica Davora, koji je pjevao u popularnoj grupi Denis & Denis. Godine 1995. u duetu s Lenom Stojiljković nastupa na dječjem festivalu "Mikić '95" i osvaja 1. mjesto s kompozicijom Ča smo mi. Tijekom osnovne škole usporedno pohađa glazbenu školu Ivan Matetić Ronjogov. Nastupa na brojnim matinejama i klavirskim recitalima.
Od 2001. do 2006. godine pjeva u raznim klapama (Klapa Luka, Klapa Volosko, Klapa Fortunal) s kojima nastupa po cijeloj Hrvatskoj na raznim klapskim smotrama. Kao drugi tenor i bariton ističe se po vokalnim sposobnostima i uglavnom dobiva solističke dionice.

### Glazbena karijera
Godine 2006. upoznaje glazbenog producenta Olju Dešića i započinje rad na solo karijeri. Iste godine, prvi put kao solist, pojavljuje se na festivalu Melodije Istre i Kvarnera s pjesmom Partila je mala (O. Dešić – R. Pilepić – O. Dešić). U suradnji s plesnom grupom Flame na istom festivalu osvaja nagradu za najbolji scenski nastup. Iste godine snima i svoj prvi službeni singl, obradu hita grupe Denis & Denis, Program tvog kompjutera. Pjesmu snima u suradnji s riječkom vokalnom skupinom Rivers.
Sljedeće godine s pjesmom Deja Vu (A. Baša – A. Baša – O. Dešić) nastupa na Dori, ulazi u završnu večer i osvaja 12. mjesto. Nakon tog nastupa počinje veliki medijski interes za Toljin rad. Uskoro potpisuje diskografski ugovor s diskografskom kućom Aquarius records / Maraton i izdaje prvi studijski album Stare dobre stvari, koji dobiva izvrsne kritike i reakcije publike. Iste godine prvi puta nastupa i na legendarnim "Runjićevim večerima". Od tada nastupa svake godine i postaje jedan od izvođača s najviše nastupa na toj glazbenoj manifestaciji, a dvije godine bio je i u ulozi domaćina/voditelja.
Godine 2008. osvaja Porina u kategoriji najboljeg novog izvođača. Kasnije te godine održava svoj prvi samostalni koncert na rasprodanoj Trsatskoj Gradini. Toljini koncerti na Gradini postaju tradicija i u narednim godinama.
Godine 2009. započinje televizijsku karijeru. Postaje mentor u showu Zvijezde pjevaju. Uz partnericu iz showa, glumicu Kristinu Krepelu, dolazi do četvrtfinala. Nakon uspješnog televizijskog nastupa, Željka Ogresta (autorica teksta i producentica) poziva ga u mjuzikl Za dobra stara vremena. Tolja dobiva glavnu ulogu, uz Zrinku Cvitešić, Gorana Navojca, Ivicu Vidovića, Anu Begić i Sanju Doležal. Mjuzikl doživljava premijeru u maloj dvorani Doma sportova gdje igra tri dana zaredom. Slijedi turneja po drugim dijelovima Hrvatske. 
Iste godine izdaje drugi studijski album Vrijeme briše istinu. Ovdje se prvi puta pojavljuje kao autor skladbi Ne znam letjeti i Pa što bude.... Iste godine na festivalu Dora predstavlja se s pjesmom Stranci međutim ne uspijeva se plasirati u finale natjecanja.
Godine 2010. g. osvaja jednu od najvažnijih i najprestižnijih nagrada u karijeri, Porin za najbolju mušku vokalnu izvedbu. Ponovo se nalazi u ulozi mentora u showu Zvijezde pjevaju, ovog puta s voditeljicom Tamarom Loos u kojem osvajaju 2. mjesto. Iste godine nastupa kao gost na koncertu Olivera Dragojevića u Royal Alber Hall-u u Londonu, održava brojne koncerte diljem Hrvatske i Slovenije, te samostalni koncert u kazalištu Komedija i božićni koncert u riječkom HNK, uz pratnju tamošnjeg simfonijskog orkestra i zbora opere.
Godine 2011. mentorira glumicu Natašu Janjić u šou Zvijezde pjevaju, a krajem godine nastupa u šou Plesu sa zvijezdama, gdje uz svoju plesnu mentoricu Anu Herceg odnosi pobjedu u završnoj emisiji. Iste godine izlazi album Božić u Kazalištu (Live), snimka prošlogodišnjeg božićnog koncerta. Dobiva manju ulogu u filmu Lea i Darija redatelja Branka Ivande. U filmu glumi pjevača Ivu Robića. Iste godine izlazi album s glazbom iz filma. Tolja sudjeluje u dvije pjesme, naslovnoj skladbi Tiho plove moje čežnje i duetu sa Sanjom Doležal Ti si moja pjesma. S pjesmom Ljubav u boji (M. Tolja – M. Tolja – O. Dešić) prvi put kao autor pobjeđuje na Zagrebfestu.
Godine 2012. izlazi Toljin prvi kantautorski album Ljubav u boji. Album je dobio dobre recenzije. Promociju albuma obilježava još koncertima u kazalištu Komedija i ostalim većim gradovima. Za Božić u kazalištu (Live) osvaja Porina za najbolji album božićne glazbe.
Godine 2013. izlazi singl Sada kasno je. Brojnim koncertima nastavlja promociju albuma Ljubav u boji. 
Godine 2014. izlazi prvi singl na engleskom jeziku Back to Basics koji doživljava brojne obrade koje su radili i inozemni DJ-i. Nastupa uz Jazz orkestar HRTa, Big band Požega, Big band oružanih snaga, četvrti put sudjeluje kao mentor u šou Zvijezde pjevaju, i ovoga puta pobjeđuje. Iste godine izdaje dječji album Srca otvorena. Velikim koncertom na Ljetnoj pozornici u Opatiji obilježava 30. rođendan.
Godine 2015. s pjesmom Ljubav godine nastupa na Zagrebačkom festivalu i izdaje singl Za sreću drugo ime, koji se tjednima zadržava na vrhu radijskih top ljestvica. Održava koncerte u Hrvatskoj i inozemstvu (Beč). Nastupa na RetrOpatijskom festivalu. Za večer posvećenu Ivi Robiću piše i scenarij, te je, uz Jacquesa Houdeka i Damira Kedžu, voditelj programa. Sudjeluje u šou "Ja to mogu". U prosincu održava koncert "Marko Tolja & Ladies", prvi samostalni koncert u velikoj dvorani Vatroslav Lisniski. Na ovom koncertu, jednom od najznačajnijih u Toljinoj dosadašnjoj karijeri, kao gošće nastupile su Gabi Novak i Zrinka Cvitešić.
Godine 2019. gostovao je u glazbenoj emisiji A strana.
Godine 2025. sudjeluje na showu The Voice Kids Hrvatska u ulozi mentora. Također, nastupit će na Dori 2025. s pjesmom Through the dark koju uz njega autorski potpisuju Mia Dimšić i Ivan Popeskić.

## Diskografija

### Singl ploče
- Stare dobre stvari (2007.)
- Sada kasno je (2013.)
- Back to Basics (2014.)
- Ljubav godine (2014.)
- Za sreću drugo ime (2015.)
- "Bilo bi bolje" (2016.)
- "Ljubav" (2016.)
- "Gdje smo mi" (2016.)
- "Sidro" (2016.)

### Albumi
- Stare dobre stvari (2007.)
- Vrijeme briše istinu (2009.)
- Božić u Kazalištu (Live) (2011.)
- Ljubav u boji (2012.)
- Srca otvorena (2014.)[5]
- Tišina (2018.)

## Vanjske poveznice
Mrežna mjesta
- Ego mi je kao kuća, Globus, 29. travnja 2010.
- www.markotolja.bloger.index.hr

 Arhivirana inačica izvorne stranice od 7. ožujka 2016. (Wayback Machine)